# Květoslav Svoboda
Květoslav Svoboda (ur. 25 sierpnia 1982 w Znojmo) – czeski pływak, trzykrotny olimpijczyk.

## Kariera
Květoslav Svoboda po raz pierwszy wystartował na igrzyskach olimpijskich podczas Letnich Igrzysk Olimpijskich 2000 w Sydney. Wówczas wziął udział w dwóch konkurencjach pływania: 100 m stylem dowolnym (45. miejsce) oraz 200 m stylem dowolnym (18. miejsce). 4 lata później, na igrzyskach w 2004 roku Svoboda był chorążym reprezentacji Czech. Wtedy po raz kolejny wystąpił w dwóch dyscyplinach pływania: 200 m stylem dowolnym (9. miejsce) oraz 4 × 200 m stylem dowolnym, gdzie wraz z Michalem Rubáčkem, Josefem Horkým oraz Martinem Škachą zajął 13. miejsce. Ostatni raz Svoboda wystąpił na igrzyskach olimpijskich na Letnich Igrzyskach Olimpijskich 2008, gdzie uczestniczył w trzech konkurencjach pływania: 200 m stylem dowolnym (46. miejsce), 400 m stylem dowolnym (33. miejsce) oraz 200 m stylem grzbietowym (36. miejsce).